# Polypedilum heptasticum
Polypedilum heptasticum är en tvåvingeart som beskrevs av Jean-Jacques Kieffer 1922. Polypedilum heptasticum ingår i släktet Polypedilum och familjen fjädermyggor.
Artens utbredningsområde är Polen. Inga underarter finns listade i Catalogue of Life.